# Casa-fàbrica Cantarell
|  | No s'ha de confondre amb Casa-fàbrica Vernis-Cantarell. |

La casa-fàbrica Cantarell és un edifici situat als carrers de les Basses de Sant Pere, 26, Rec Comtal, 2 i Ocells, 1 bis de Barcelona. Com que no està catalogat, li correspon la categoria D (bé d'interès documental) atorgada per defecte a tots els del districte de Ciutat Vella.

## Història
El 1708, el tintorer de draps de llana Lluís Cantarell va adquirir una propietat en subhasta pública, i el 1733, va sol·licitar l'establiment d'una palanca sobre el Rec Comtal. La indústria fou continuada pel seu fill Jacint i el seu net Lluís Cantarell i Roure, que el 1752 es va casar amb Cecília Pujol i Prunés, germana del comerciant Ramon Pujol i Prunés. El 1777, va demanar permís per a reformar la seva casa, remuntar-hi un tercer pis, posar balcons al segon, així com guarda-rodes i estenedors. El 1786 es presentava com l'únic fabricant de serafines a Barcelona, i el 1789 va ser cònsol del gremi de tintorers.
Tanmateix, l'inici de la Guerra Gran el 1793 va estroncar-ne la trajectòria, i el 1795 va fer fallida. Aquell mateix any, es van segregar les finques núms. 5, 9 i 11 del carrer d'en Cortines, establertes en emfiteusi als blanquers Josep Grilló, Lluís Ribas, i Josep Baladia i Masferrer, i el 1796, va posar en venda la finca, la palanca sobre el Rec i els censos per a pagar els creditors. El 1807, ell i el seu fill Jacint Cantarell i Pujol (casat amb Eulàlia Aimar, filla del també tintorer Francesc Aimar) vengueren la finca núm. 24 del carrer de les Basses de Sant Pere a Salvador Solà. El 1811, el prevere Domènec Vivet, beneficiat de Sant Pere de les Puel·les i procurador de les menors Maria Paula (casada amb el també tintorer Jaume Aimar), Ramona, Cecília (o Maria) Antònia i Maria Francesca Cantarell i Pujol, va demanar permís per a obrir-hi una botiga, i novament el 1819 per a remuntar un tercer pis al carrer de les Basses de Sant Pere, segons el projecte del mestre de cases Jaume Serra i Bosch.
El 1856, els descendents de les germanes Cantarell i Pujol, encapçalats per Lluís Sala i Cantarell, van vendre la finca a l'argenter i joier Josep Carreras i Aragó (1828-1868), que el 1863 la faria reformar a càrrec del mestre d'obres Felip Ubach, amb la remunta d'un quart pis i la construcció d'una nova escala de veïns, canviant la distribució interior. El 1929, el seu fill Josep Rafael Carreras i Bulbena (1860-1931) va demanar permís per a obrir-hi dues finestres i reconstruir les llosanes dels balcons del primer pis al carrer del Rec Comtal, segons el projecte de l'arquitecte Josep Masdéu.

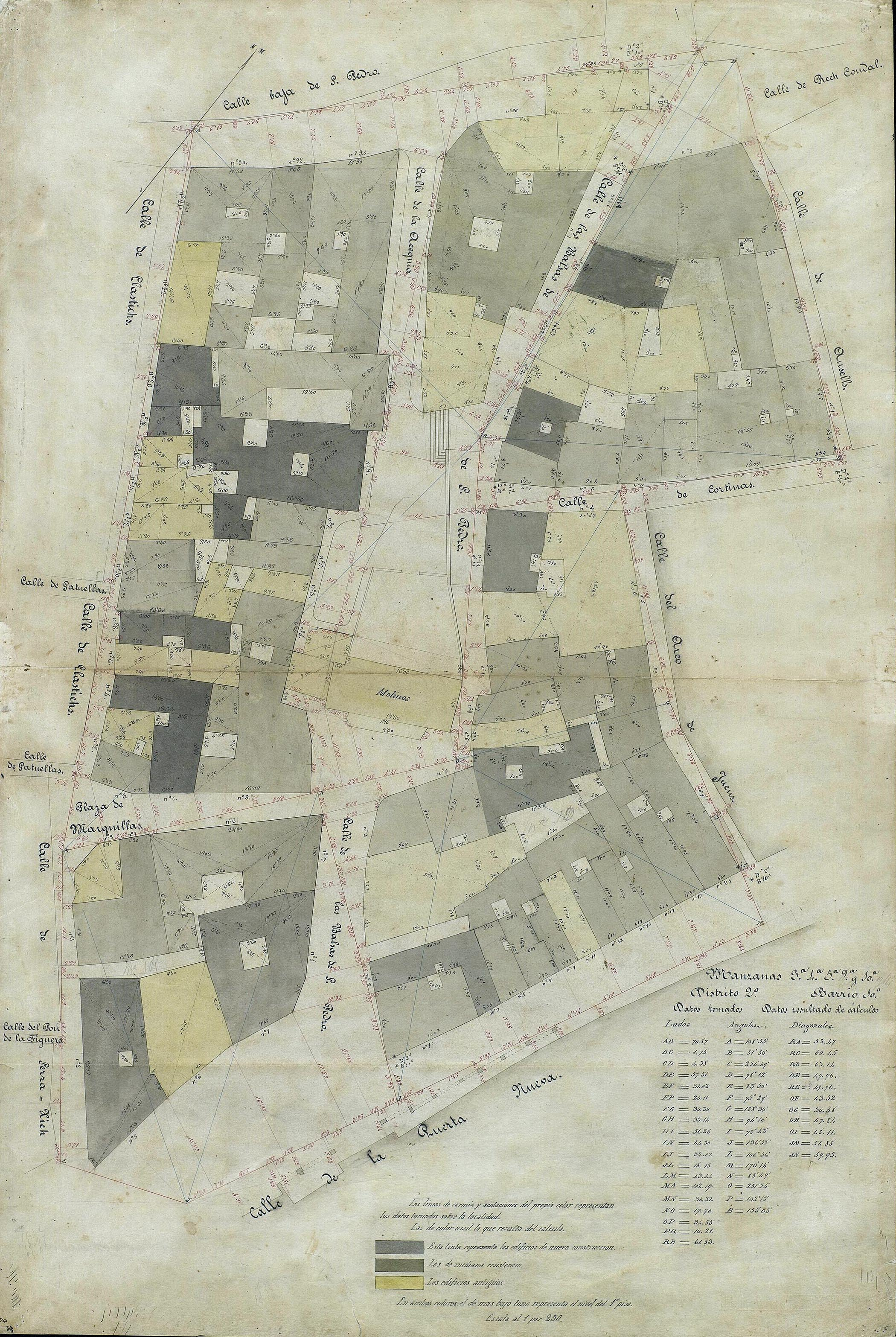
Quarteró núm. 37 de Garriga i Roca (c. 1860)